# Marcel Housset
 (octobre 2022).
Marcel Housset (2 juin 1906 à Provins - 9 décembre 1994 à Paris 14e) était un aviateur et général français.

## Carrière
Pilote spécialiste des essais en vol, Marcel Housset vola sur 250 appareils différents et totalisa 5000 heures de vol. 
Dès décembre 1945, il effectua le premier vol du quadrimoteur allemand Heinkel He 274, construit durant l’Occupation et dont la mission était de bombarder New York. 
Colonel, il fut nommé commandant de la base aérienne 112 Reims-Champagne, en 1951, où il accueillit les premiers F-84 remis à la France par le général Eisenhower. 
Promu général de brigade, en 1957, il fut président directeur général de la Construction et réparation du matériel aérien à Issy-les-Moulineaux.

## Décorations
- Commandeur de la Légion d’honneur
- Croix de guerre 1939-1945
- Médaille de l'Aéronautique

## Postérité
À Reims, une rue porte son nom : Housset (rue du Général Marcel).